# Zarand (Iran)
Zarand (farsi زرند) è il capoluogo dello shahrestān di Zarand, circoscrizione Centrale, nella provincia di Kerman. Aveva, nel 2006, una popolazione di 54.745 abitanti. 
Il 22 maggio 2005 una scossa di terremoto di magnitudo 6,4 della scala Richter causò centinaia di vittime in città e nei villaggi circostanti, quattro dei quali furono rasi completamente al suolo.

## Curiosità
- A Zarand è stato dedicato l'omonimo cratere su Marte.